# Murs 3:16: The 9th Edition
Murs 3:16: The 9th Edition è un album di Murs, un artista hip hop statunitense, uscito il 23 marzo 2004 per Definitive Jux. Le produzioni delle tracce sono tutte affidate a 9th Wonder dei Little Brother.
Il titolo fa riferimento tanto alla data di nascita dell'artista (il 16 marzo), quanto alla collaborazione con 9th Wonder.

## Tracce
1. Intro (1:41)
2. Bad Man! (4:16)
3. 3:16 (2:46) Featuring Joe Scudda
4. The Pain (4:04) Vocals Percy Miracles
5. Trevor An' Them (1:34)
6. Freak These Tales (4:28)
7. H-U-S-T-L-E (3:43)
8. Walk Like A Man (4:39)
9. And This Is For... (4:57)
10. The Animal (3:06) Featuring Joe Scudda, Phonte

### Campioni utilizzati
- "Intro" contiene un campione da "Release the Beast" dei Breakwater
- "Bad Man" contiene un campione da "Illiteracy" dei The Mighty Diamonds
- "3:16" contiene un campione da "Street of Tears" dei Black Heat
- "The Pain" contiene un campione da "Pain" di Buddy Miles
- "Trevor an' Them" contiene un campione da "End to End Burners" dei Company Flow
- "Freak These Tales" contiene un campione da "Word Sure Gets Around" di Billy Paul
- "H-U-S-T-L-E" contiene un campione da "Now You're Gone" di Curtis Mayfield
- "Walk Like a Man" contiene un campione da "If You Don't Get It Yourself" di Gloria Lynne, "I Need Her Love" dei The Main Ingredient, "I Saw You When You Met Her" dei The Undisputed Truth
- "And This Is For..." contiene un campione da "You're Winning" di Crackin'
- "The Animal" contiene un campione da "Its Our Anniversary Today" di Lou Rawls

## Singoli
- "Bad Man!"/"3:16"
  - Uscita: 14 maggio 2004
- "H-U-S-T-L-E"/"H-U-S-T-L-E [Remix]" featuring E-40, Chingo Bling, John Cena
  - Uscita: 21 settembre 2004

## Posizione in classifica
| Anno | Album                      | Posizione     | Posizione              | Posizione              | Posizione       |
| Anno | Album                      | Billboard 200 | Top R&B/Hip Hop Albums | Top Independent Albums | Top Heatseekers |
| 2004 | Murs 3:16: The 9th Edition | -             | numero 87              | numero 16              | numero 23       |

## Crediti
- Executive producer: El-P
- Project coordinator: ESE
- Mastering: Ken Heitmueller
- Engineering: 9th Wonder, Chris Tyson
- Mixing: 9th Wonder
- Photography: Dan Monick